# Vitolo (Fußballspieler, 1989)
Vitolo (* 2. November 1989 in Las Palmas, Gran Canaria; bürgerlich Víctor Machín Pérez) ist ein spanischer Fußballspieler. Er stand zuletzt bei Atlético Madrid unter Vertrag und ist seit Mitte 2024 vereinslos.

## Karriere

### Vereine
Vitolo begann seine Karriere in seiner Heimatstadt bei UD Las Palmas. Nachdem er zwei Jahre in der zweiten Mannschaft gespielt hatte, rückte er zur Saison 2010/11 in den Kader der ersten Mannschaft auf. In seinem ersten Jahr kam Vitolo aufgrund eines Kreuzbandrisses, den er sich am 14. Spieltag zuzog, nur zu zehn Einsätzen, in denen ihm ein Treffer gelang. In der Saison 2011/12 wurde Vitolo zum Stammspieler und kam in 36 Spielen zum Einsatz und erzielte 10 Tore. In der Saison 2012/13 konnte er sich weiter verbessern und erzielte in 39 Spielen 15 Tore. In den Aufstiegs-Play-Offs musste er sich mit seinem Team aber UD Almería geschlagen geben.
Zur Saison 2013/14 wechselte Vitolo in die Primera División zum FC Sevilla, bei dem er einen Vierjahresvertrag bis zum 30. Juni 2017 erhielt. Gleich in seinem ersten Jahr in der höchsten spanischen Spielklasse konnte er sich durchsetzen und absolvierte 29 Spiele (davon 25 in der Startelf), in denen er vier Treffer erzielte. Er gewann zudem mit seinem Team die UEFA Europa League. Am 12. März 2015 erzielte Vitolo beim 3:1-Auswärtssieg gegen den FC Villarreal nach 13,21 Sekunden das schnellste Tor der Europa-League-Geschichte.
Zur Saison 2017/18 einigte sich Vitolo mit Atlético Madrid auf einen Vertrag bis zum 30. Juni 2022. Da der Verein aufgrund einer von der FIFA verhängten Transfersperre erst ab dem 1. Januar 2018 wieder Spieler für den Spielbetrieb registrieren durfte, kehrte er bis dahin zunächst zu seinem Heimatverein UD Las Palmas zurück. Bis zum Jahresende 2017 kam er in neun Ligaspielen zum Einsatz und erzielte einen Treffer. Zum 1. Januar 2018 erfolgite schließlich der Wechsel zu Atlético. Dort wurde er in der Saison 2020/21 spanischer Meister.
Zur Saison 2021/22 verlängerte Vitolo seinen Vertrag bis zum 30. Juni 2024 und wechselte für ein Jahr auf Leihbasis zum Ligakonkurrenten FC Getafe. 2022 wechselte er auf Leihbasis zur UD Las Palmas.

### Nationalmannschaft
Im März 2015 wurde Vitolo von Vicente del Bosque erstmals in den Kader der A-Auswahl berufen. Er debütierte am 31. März 2015, als er bei der 0:2-Testspielniederlage gegen die Niederlande zur zweiten Halbzeit für Pedro eingewechselt wurde.

## Titel und Auszeichnungen
- Spanischer Meister: 2021 (mit Atlético Madrid)
- Europa-League-Sieger: 2014, 2015, 2016 (alle mit dem FC Sevilla)
- UEFA-Super-Cup-Sieger: 2018 (mit Atlético Madrid)
- Spieler des Monats der Primera División: März 2015